# Xzavion Curry
Xzavion Rashan Curry (Orangeburg, Carolina del Sur, 27 de julio de 1998), más conocido como Xzavion Curry, es un jugador profesional estadounidense de béisbol que se desempeña en la posición de lanzador en Miami Marlins, equipo de las Grandes Ligas de Béisbol (MLB).

## Carrera
Curry hizo su debut en la MLB con el equipo Cleveland Guardians, en el cual jugó tres temporadas (2022-2024), después pasó a Miami Marlins, donde lleva jugando una temporada.